# 中国人民解放军61486部队
中国人民解放军61486部队是中国人民解放军战略支援部队下属的一支部队。该部队2014年被《纽约时报》等美国媒体援引一份报告怀疑是中国人民解放军中进行黑客攻击的部队，以窃取国外商业和军事机密。网络安全公司“云反击”于2014年6月10日发布报告称，中国人民解放军61486部队攻击西方国家机构和防务承包商的网络。中华人民共和国外交部发言人华春莹对此回应：“一些用词和套路都似曾相识”、“对美方这种贼喊捉贼的做法很不以为然”。
2016年8月，在中共中央总书记、中央军委主席习近平签署的记功通令中，61486部隊所屬研究員孫正明獲三等功。香港《明报》署名孙嘉业的评论称，该部队时屬總參三部十二局，該局上海分部是曾被美媒指控为负责網絡攻擊的解放軍兩支黑客部隊之一，官方則稱總參三部十二局負責識別和跟蹤外國衛星。2012年軍改後，總參三部被併入新成立的戰略支援部隊。